# Ray Thomas
Raymond Thomas (29 de diciembre de 1941-4 de enero de 2018) fue un multiinstrumentista británico, conocido como flautista, cantante, miembro fundador y compositor de la banda británica de rock progresivo The Moody Blues. Su solo de flauta en el exitoso sencillo de la banda de 1967 "Nights in White Satin" se considera uno de los momentos definitorios del rock progresivo. En 2018, fue incluido a título póstumo en el Salón de la Fama del Rock and Roll como miembro de The Moody Blues.

## Carrera

### Primeros años
Thomas nació en una unidad de maternidad de emergencia creada durante la Segunda Guerra Mundial en Lickhill Manor, Stourport-on-Severn, Worcestershire. Su familia paterna procedía del suroeste de Gales. Su abuelo era un minero en Gales y llegó a ser carpintero y tallador de madera, trabajando más tarde en la iglesia donde Thomas se casaría. A los 9 años, su padre le enseñó a tocar la armónica, lo que despertó su interés por la música. Un año más tarde entró en el coro de la escuela. Abandonó la escuela a los 14 años, y dejó brevemente la música para trabajar como aprendiz de fabricante de herramientas en Lemarks. A los 16 años se embarcó en la búsqueda de una banda de música, y en dos años había dejado su oficio para dedicarse a la música.
En la década de 1960, Thomas se unió al Coro Juvenil de Birmingham y luego empezó a cantar con varios grupos de blues y soul de Birmingham, como The Saints and Sinners y The Ramblers. Se inspiró para aprender a tocar la flauta de un abuelo que tocaba el instrumento. Tomando la armónica inició una banda, El Riot and the Rebels, con el bajista John Lodge. Después de un par de años su amigo Mike Pinder se unió como teclista. El lunes de Pascua de 1963 la banda abrió para The Beatles en el Bridge Hotel, Tenbury Wells. Thomas y Pinder estuvieron después en una banda llamada Krew Cats, formada en 1963, que tocó en Hamburgo y en otros locales musicales del norte de Alemania.

### The Moody Blues
Thomas y Pinder reclutaron entonces al guitarrista Denny Laine, al batería Graeme Edge y al bajista Clint Warwick para formar una nueva banda de blues, The Moody Blues. Firmaron con Decca Records y su primer álbum, The Magnificent Moodies, consiguió un éxito en el Reino Unido (número 10 en Estados Unidos) con "Go Now". Thomas cantó la voz principal en la canción "It  Ain't Necessarily So" de George Gershwin e Ira Gershwin del musical Porgy and Bess. Compartió la voz principal con Laine en "23rd Psalm", que se grabó en 1964 pero permaneció inédita hasta 2014.
Su flauta apareció en tres canciones del álbum - "Something You Got", "I've Got a Dream" y "Let Me Go"-, así como en el sencillo "From the Bottom of My Heart", después de que más o menos se empeñara en aprender a tocar. Thomas:
"I Don't Want to Go On Without You" no estaba terminada cuando se publicó; debería haber tenido una flauta. Cuando hicimos "Thank Your Lucky Stars", simplemente cogí una  flauta y fingí que la tocaba. Recibí docenas de cartas diciendo lo bien que tocaba la flauta y yo ni siquiera estaba en ella. Es una sugerencia automática.
Cuando Warwick dejó la banda (seguido por Laine unos meses más tarde) fue sustituido brevemente por Rod Clark. Thomas sugirió entonces a su antiguo compañero de banda, John Lodge, como sustituto permanente y también reclutó a Justin Hayward para sustituir a Laine. Con esta formación, la banda publicó siete exitosos álbumes entre 1967 y 1972, y se hizo conocida por su pionero sonido orquestal.
Aunque al principio intentaron seguir cantando versiones de R&B y temas novedosos, un miembro del público se enfrentó a ellos, y con el deterioro de sus finanzas tomaron la decisión consciente de centrarse solamente en su propio material original.
Siguiendo el ejemplo de Pinder, Hayward y Lodge, Thomas también empezó a escribir canciones. Las primeras que aportó al repertorio del grupo fueron "Another Morning" y "Twilight Time" en el álbum de 1967 Days of Future Passed. El álbum está considerado como un hito del rock progresivo, y el solo de flauta de Thomas en el sencillo "Nights in White Satin" uno de sus momentos definitorios. Su flauta se convertiría en una parte integral de la música de la banda, incluso cuando Pinder comenzó a utilizar el teclado mellotron. Thomas ha declarado que varias de sus composiciones en los primeros álbumes de la banda se hicieron en un armario de escobas del estudio, escribiendo él mismo las canciones en un glockenspiel. Hayward ha hablado de que Thomas aprendió la técnica de meditación trascendental en 1967, junto con otros miembros del grupo. En una entrevista de 2015, Thomas dijo que él y Pinder habían contribuido con coros a la canción "I Am the Walrus" de The Beatles, además de aportar armónicas para "The Fool on the Hill".
Thomas y Pinder actuaron como Maestros de ceremonias de la banda en el escenario, como se escucha en el álbum en vivo Caught Live + 5 y se ve en el Live at the Isle of Wight Festival 1970. DVD. Thomas empezó a ser un escritor más prolífico para el grupo, escribiendo canciones como "Legend of a Mind" -una oda al gurú del LSD y amigo de la banda, Timothy Leary, y una popular favorita en directo y "Dr. Livingstone, I Presume" para In Search of the Lost Chord, "Dear Diary" y "Lazy Day" para On the Threshold of a Dream, así como la coescritura de "Are You Sitting Comfortably? " con Hayward.
The Moody Blues formaron su propio sello discográfico Threshold Records, distribuido por Decca Records en el Reino Unido y London Records en Estados Unidos, y su primer álbum en el sello Threshold fue To Our Children's Children's Children, un álbum conceptual de 1969 sobre la vida eterna. Thomas escribió y cantó la voz principal en "Floating" y "Eternity Road".
Cuando la banda empezó a darse cuenta de que su método de fuertes sobregrabaciones en el estudio hacía que la mayoría de las canciones fueran muy difíciles de reproducir en concierto, decidieron utilizar un sonido más despojado en su siguiente álbum A Question of Balance, para poder tocar el mayor número de canciones en directo. Fue su segundo álbum número 1 en el Reino Unido. Thomas escribió y cantó "And the Tide Rushes In", supuestamente escrita después de tener una discusión con su mujer, y se le atribuyó la coescritura del tema final del álbum, "The Balance", con Edge, mientras Pinder recitaba la historia.
Los integrantes volvieron a su sonido sinfónico y a la fuerte sobregrabación con Every Good Boy Deserves Favour, su tercer álbum número 1 en el Reino Unido, y Thomas escribió y cantó "Our Guessing Game" y "Nice to Be Here", cantando también una voz principal junto con Pinder, Hayward y Lodge en "After You Came" de Edge. Los cinco miembros escribieron "Procession".
El último álbum del "núcleo de los siete" fue Seventh Sojourn, su primer álbum que alcanzó el número 1 en Estados Unidos. Para entonces, Pinder había sustituido su mellotrón por el chamberlin, que producía sonidos orquestales con más realismo y facilidad que el mellotrón. Thomas escribió y cantó "For My Lady".

### Parón y reforma de la banda
Thomas publicó los álbumes From Mighty Oaks (1975) y Hopes, Wishes and Dreams (1976) después de que la banda se separara temporalmente en 1974. Durante este período se ganó su apodo 'La Flauta'. Dentro de la banda también se le conocía como "Tomo" (pronunciado tOm-O). La banda se reformó en 1977 para Octave, que se publicó en 1978. Thomas aportó las canciones "Under Moonshine" y "I'm Your Man", y el grupo continuó publicando álbumes a lo largo de la década de 1980, con "Veteran Cosmic Rocker" y "Painted Smile" de Thomas en el álbum Long Distance Voyager. La primera canción ha sido considerada a menudo como un tema de la propia banda en su conjunto y de Thomas en particular, y en ella vuelve a aparecer su uso de la armónica. Después de contribuir con "Sorry" y "I Am" (ambas en el álbum de 1983 The Present) Thomas dejó temporalmente de escribir nuevas canciones para la banda, por razones desconocidas. Tomó la voz principal en la canción de Graeme Edge "Going Nowhere" (en The Present). 

### Disminución del papel y deterioro de la salud
Durante la época del synth-pop del grupo, el papel de Thomas en el estudio de grabación disminuyó, en parte debido a que la música synth-pop no era adecuada para su flauta y en parte porque no estaba bien. A pesar de que contribuyó con los coros en The Other Side of Life y Sur la Mer, no tuvo ningún papel como vocalista principal y no está claro cuánto grabó, si es que lo hizo, para estos dos álbumes; pero en cualquier caso, ninguna de sus instrumentaciones o voces terminó en Sur la Mer. Aunque está incluido en las fotos de la infancia que aparecen en la carátula del álbum y se le da un "crédito de grupo" general, no se le da un crédito de banda de interpretación. Patrick Moraz , que había sustituido a Pinder como teclista de la banda, se opuso a la exclusión de Thomas del álbum y presionó para que la banda volviera al sonido más profundo que habían logrado con Pinder. A Thomas se le atribuye la pandereta, la armónica o el saxofón en The Other Side of Life, pero se desconoce cuántas contribuciones instrumentales suyas, si es que hubo alguna, acabaron en la versión editada del álbum, y en ese momento quedó relegado en gran medida al papel de cantante de acompañamiento.

### Resiliencia y últimos años en la banda
En el lanzamiento de 1991 de The Moody Blues Keys of the Kingdom, Thomas tuvo un papel sustancial en el estudio por primera vez desde 1983, escribiendo "Celtic Sonant" y coescribiendo "Never Blame the Rainbows for the Rain" con Justin Hayward. Contribuyó con su primera pieza de flauta ambiental en ocho años; sin embargo, su salud declinó y su último álbum con el grupo fue Strange Times al que contribuyó con su última composición para el grupo "My Little Lovely". También colaboró con Hayward y Lodge en la canción "Sooner or Later (Walking On Air)". 
Thomas se retiró definitivamente a finales de 2002. En una entrevista de 2014 con Pollstar.com, el baterista Graeme Edge declaró que Thomas se había retirado debido a una enfermedad. Había estado sufriendo una ataxia cerebelar, que afectaba a su equilibrio y le impedía actuar. The Moody Blues   estaban constituidos únicamente por Hayward, Lodge y Edge (Edge era el único miembro original que quedaba hasta su fallecimiento en 2021) más cuatro miembros de la banda que llevan mucho tiempo de gira, incluyendo a Gordon Marshall en la percusión y a Norda Mullen que se hizo cargo de las partes de flauta de Thomas- han publicado un álbum de estudio, December, desde su salida de la banda.

### Últimos años y diagnóstico de cáncer de próstata
En julio de 2009 se supo que Thomas había escrito al menos dos de sus canciones "Adam and I" y "My Little Lovely" para su hijo y su nieto Robert, respectivamente. También se supo que se había casado de nuevo, con su novia de toda la vida Lee Lightle, en una ceremonia en la Iglesia de la Santa Cruz en Mwnt, Ceredigion, el 9 de julio de 2009.
Thomas publicó sus dos álbumes en solitario, remasterizados, en una caja el 24 de septiembre de 2010. El set incluye, junto a los dos álbumes, una versión remasterizada en quad de "From Mighty Oaks", una nueva canción "The Trouble With Memories", un vídeo promocional inédito de "High Above My Head" y una entrevista realizada por el también fundador de Moody Blues, Mike Pinder. El boxset fue lanzado a través de Esoteric Recordings/Cherry Red Records.
En octubre de 2014, Thomas publicó esta declaración en su sitio web:
Tras la trágica muerte de Alvin Stardust y la valiente respuesta a Prostate Awareness por parte de su viuda, Julie, en el seguimiento de lo que Alvin pretendía decir sobre la enfermedad, he decidido ayudar de alguna pequeña manera. Me diagnosticaron en septiembre de 2013 un cáncer de próstata . Mi cáncer era inoperable, pero tengo un médico fantástico que inmediatamente me puso en marcha un nuevo tratamiento que ha tenido un 90% de éxito. El cáncer se mantiene en remisión pero voy a recibir este tratamiento por el resto de mi vida. Tengo cuatro amigos cercanos que han sufrido algún tipo de cirugía o tratamiento para este cáncer y todos están bien. Aunque no me gusta hablar públicamente de mis problemas de salud, después de la muerte de Alvin, decidí que era hora de hablar. Un diagnóstico de cáncer puede sacudir tu mundo y el de tu familia, pero si se detecta a tiempo puede curarse o mantenerse en remisión. Insto a todos los hombres a que se hagan la prueba AHORA. No lo pospongan pensando que no me va a pasar a mí. Hay que detectarlo a tiempo. Es solo un análisis de sangre unos minutos de su día para salvarse de esta enfermedad. Con amor y bendición de Dios, Ray.
En años posteriores, Thomas volvió a tocar la flauta con otros músicos, un ejemplo de ello fue para la canción "L'urlo nelle ossa", en el álbum de 2016 Eros & Thanatos del grupo italiano Syndone. También tocó la flauta en el tema "Simply Magic" del álbum de John Lodge de 2015 10.000 Light Years Ago

## Fallecimiento
Thomas murió el 4 de enero de 2018, seis días después de su 76.º cumpleaños, en su casa de Surrey. El anuncio oficial, realizado por su compañía discográfica, no dio ninguna causa.
Su compañero de banda John Lodge dijo: "Ray era mi mejor amigo. Conocí a Ray cuando tenía 14 años. Éramos dos chavales de Birmingham que buscábamos las estrellas, y creo que lo conseguimos. Estoy muy contento de que Ray estuviera cerca para saber que íbamos a entrar en el Salón de la Fama del Rock and Roll. Hablé con Ray justo antes de Navidad porque su cumpleaños fue después de Navidad, el día 29 –y tuvimos una larga conversación. Somos muy amigos– o fuimos muy amigos. Muy triste. Muy, muy triste".
Thomas fue incluido a título póstumo en el Salón de la Fama del Rock and Roll, como miembro de The Moody Blues, en abril de 2018.

## Instrumentos
Aunque lo más habitual era que tocara la flauta, Thomas era un multiinstrumentista que también tocaba el flautín, el oboe, la armónica, el saxofón y, en el álbum In Search of the Lost Chord, la trompa. A menudo tocaba la pandereta y también agitaba las maracas durante la fase de R&B del grupo. En el vídeo de 1972 de "I'm Just a Singer (In a Rock and Roll Band)" aparece Thomas tocando el saxofón barítono, aunque Pinder dice en su página web que esto era solo para el efecto en el vídeo y que Thomas no tocó el saxofón en la grabación.